# Желтоухие листоносы
Желтоухие листоносы (лат. Vampyressa) — род летучих мышей семейства листоносых. Включает 6 видов, обитающих в Центральной и Южной Америке.
Длина тела от 43 до 65 мм, хвост отсутствует, длина предплечья от 30 до 38 мм, вес от 9 до 12 г. Мех сверху дымчато-серого, от беловато-коричневого до бледно-коричневого или тёмно-коричневого цвета, снизу светлее. У некоторых видов есть белые полосы на морде. Рот короткий и широкий, глаза умеренного размера. Уши относительно большие, хорошо отделены друг от друга, имеют закруглённые края жёлтого цвета. Зубная формула: 2/1-2, 1/1, 2/2, 3/2-3 = 28-32.
Виды
- Желтоухий листонос Добсона (Vampyressa bidens)
- Гвианский желтоухий листонос (Vampyressa brocki)
- Листонос Мелиссы (Vampyressa melissa)
- Полосатый желтоухий листонос (Vampyressa nymphaea)
- Малый желтоухий листонос (Vampyressa pusilla)
- Vampyressa thyone